# Кебел
Кебел је насељено место у саставу општине Бедековчина у Крапинско-загорској жупанији, Хрватска. До територијалне реорганизације у Хрватској налазио се у саставу старе општине Забок.

## Становништво
На попису становништва 2011. године, Кебел је имао 414 становника.

## Попис1991.
На попису становништва 1991. године, насељено место Кебел је имало 519 становника, следећег националног састава:
| Попис 1991.‍  | Попис 1991.‍  | Попис 1991.‍ | Попис 1991.‍ | Попис 1991.‍ |
| ------------ | ------------ | ----------- | ----------- | ----------- |
|              |              |             |             |             |
| Хрвати       | Хрвати       |             | 517         | 99,61%      |
| неопредељени | неопредељени |             | 1           | 0,19%       |
| непознато    | непознато    |             | 1           | 0,19%       |
| укупно: 519  |              |             |             |             |